# 雷蒙·弗拉谢
雷蒙·弗拉谢（法語：Raymond Flacher，1903年10月24日—1969年9月4日），生于巴黎，法国男子击剑运动员。他曾代表法国参加1928年夏季奥林匹克运动会击剑比赛，获得男子团体花剑银牌。